# 瓦莱马约
瓦莱马约（義大利語：Vallemaio），是意大利拉齐奥大区弗罗西诺内省的一个市镇。总面积19.54平方公里，人口996人，人口密度51.0人/平方公里（2009年）。ISTAT代码为060083。